# Villanueva de Algaidas
Villanueva de Algaidas est une commune de la province de Malaga dans la communauté autonome d'Andalousie en Espagne.